# Energia (1927-1929)
Energia va ser una publicació sobre economia i cultura editada a Igualada entre els anys 1927 i 1929.

## Descripció
Portava el subtítol «Revista comercial i de cultura» i a la coberta «Labor omnia vincit».
La redacció i l'administració era al carrer de Carme Verdaguer, núm. 6, i s'imprimia als tallers de Nicolau Poncell. Tenia setze pàgines, a dues columnes, amb un format de 32 x 22 cm. El primer número va sortir el mes de setembre de 1927 i l'últim, el 9, el gener de 1929.

## Continguts
A l'article de presentació deien «ens proposem donar al Comerç i a la Indústria la preponderància del seu reclam. Res de polèmiques ni discussions ... Ans bé, constituïrem una secció cultural que estimi les lletres i vulgui dignificar-les».
Era una publicació molt ben editada i il·lustrada que anava dirigida als comerciants i industrials igualadins. Com a complement de la part informativa econòmica, hi havia articles sobre història local, biografies i una secció titulada «Àlbum d'honor. Edificis notables».
La dirigia Francesc de P. Girbau Prats i el redactor en cap era Josep Astor Montserrat. Entre els col·laboradors hi havia Justí Vilaró Casulleras, Manuel Mateu, Rafael Serra, Antoni Borràs i Antoni Temprano.

## Localització
- Biblioteca Central d'Igualada. Plaça de Cal Font. Igualada (col·lecció completa i relligada).